# Pionites melanocephalus
El caique de cabeza negra, o cherlicres, (Pionites melanocephalus; a veces denominado incorrectamente Pionites melanocephala) es una especie de ave de la familia de los loros (Psittacidae).
Habita en los bosques (en especial, aunque no exclusivamente, los húmedos) y cerca de zonas arboladas en la cuenca norte del río Amazonas y cuenca occidental del río Ucayali, en territorios de Brasil, Colombia, Ecuador, Guayana Francesa, Guyana, Perú, Surinam y Venezuela. Es bastante común y vive en varias zonas protegidas a lo largo de su área de distribución.
Al igual que el otro miembro de su género, el alopátrico caique de vientre blanco, puede conservarse como mascota.

## Descripción
El caique de cabeza negra es un loro de tamaño mediano a pequeño, con cola corta. Tiene cresta negra, cabeza naranja amarillenta, vientre blanquecino, muslos y parte baja de la cola amarillos, espalda, alas y parte superior de la cola verdes, y patas y pico grises oscuros. Las plumas de las puntas de las alas son azules y se van oscureciendo cuanto más se acercan al cuerpo.
No existe dimorfismo sexual en esta especie, por lo que los machos y las hembras tienen plumaje idéntico. 
|        |      |         |
| Frente | Lado | Espalda |

## Comportamiento y alimentación
Esta ave suele encontrarse en parejas o en pequeños grupos de diez individuos como máximo, aunque pueden llegar a los treinta en circunstancias especiales. En libertad se alimentan mayormente de flores, frutos y semillas, y posiblemente de insectos.

## Subespecies
Existen dos subespecies del caique de cabeza negra. Se reproducen libremente en la naturaleza y son comunes los individuos cuyas plumas presentan un color intermedio:
- P. m. melanocephalus: vive en la parte oriental de la zona de distribución. Tiene muslos y parte baja de la cola de color naranja, nuca de tono naranja profundo y vientre blanco.
- P. m. pallidus: habita la parte occidental del área de distribución. Sus muslos y parte baja de la cola son amarillos, su nuca relativamente pálida y su vientre de un tono amarillento (aunque no puede apreciarse con claridad, ya que en la naturaleza parece tener el vientre de color "blanco sucio").

Los pichones de ambas subespecies presentan una fuerte coloración amarilla en el vientre.

## Avicultura

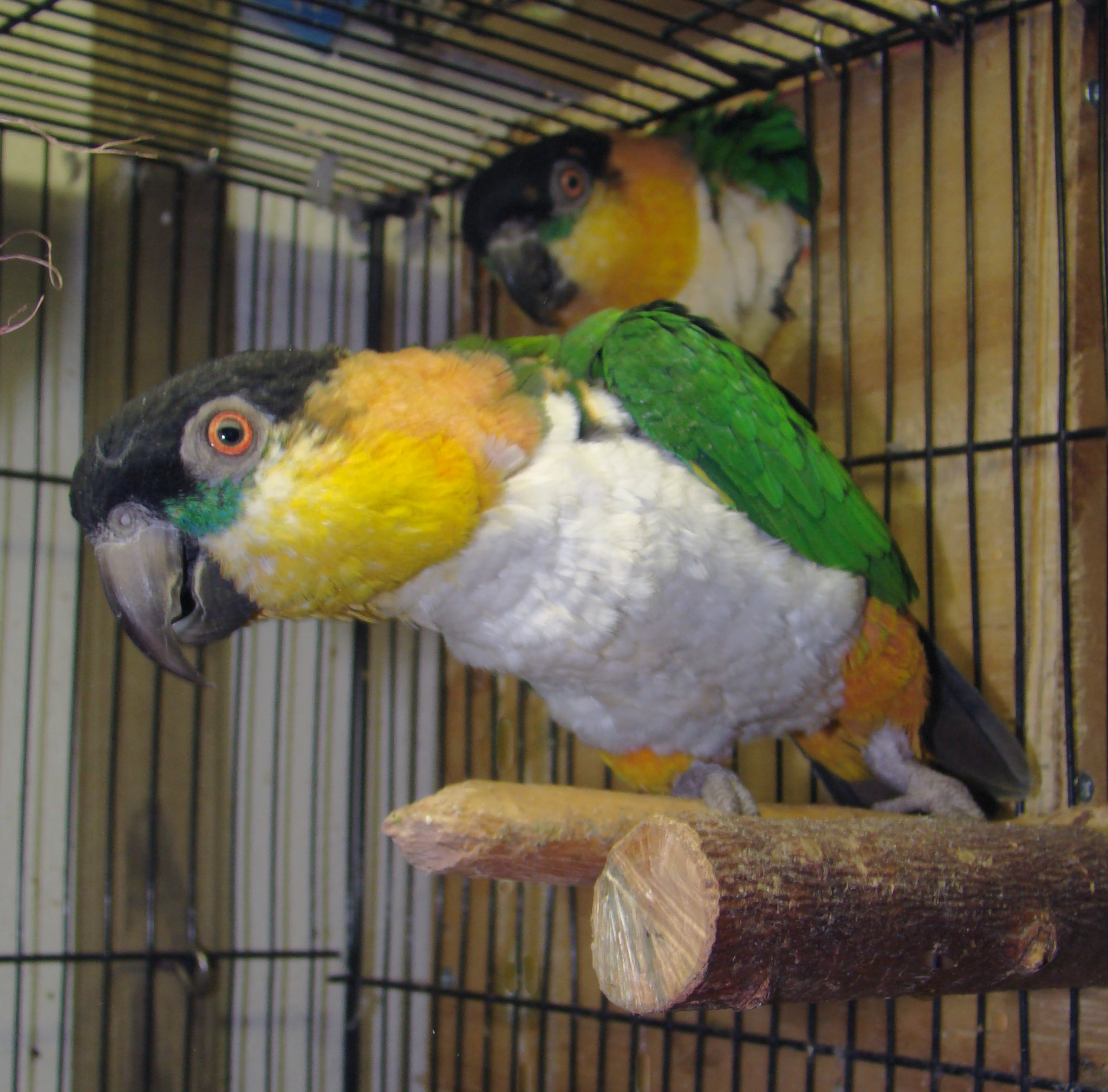
Adultos enjaulados.

Los caiques de cabeza negra son populares en la avicultura.
Las únicas formas de determinar el género de un individuo de esta especie son mediante una intervención quirúrgica o una prueba de ADN. Esta última es más segura para el ave que la operación.
Son mascotas muy energéticas. Necesitan tener jaulas grandes con muchos juguetes y sitios donde colgarse, ya que en libertad tienden a estar más tiempo posados en las ramas que volando. Como mínimo, la jaula debe tener 60 cm de largo por 60 cm de ancho por 90 cm de alto, aunque cuanto más grande es, mejor para el ave. La máxima división que puede haber entre las barras es de 2,5 cm.
Los caiques pueden ser ágiles para escapar, por lo que se recomienda criarlos desde pequeños y establecer límites y reglas.